# Blue Tower (Brüssel)
Der Blue Tower, auch Tour Saifi genannt, ist ein Hochhaus in der belgischen Hauptstadt Brüssel. Es befindet sich etwas abseits der Innenstadt an der Avenue Louise/Louizalaan. Zusammen mit dem IT Tower (ehemals Tour ITT) und dem Tour Louise ist es eines von drei Hochhäusern, die im Laufe der 1960er und 1970er Jahre in dieser Gegend gebaut wurden. Mit seinen 88 Metern, die sich auf 25 Etagen verteilen, zählt es zu den höchsten Gebäuden der Stadt und des Landes.
Das Gebäude wurde 1976 fertiggestellt und im Jahre 1999 grundlegend renoviert. Im Zuge der Renovierung wurde auch eine neue Lobby gebaut. Jede Etage hat eine Bürofläche von knapp 1000 Quadratmetern. Das Gebäude hat 330 Parkplätze.